# Pilar Bertran Vallès
Pilar Bertran Vallès (Barcelona, 24 de juliol de 1905 - Barcelona, 13 de novembre de 1998) fou la primera directora de la Biblioteca Popular de Manresa des de la seva creació el 1928 fins al 1935.

## Biografia
Filla del metge barceloní Joan Bertran Figueras, pioner de la medicina natural i l'homeopatia, i de Rosa Vallès Morgades, mestra i filla de l'alcalde de Torrelles de Foix, tenia un germà i quatre germanes, una de les quals fou la pedagoga Montserrat Bertrán Vallès.
L'any 1923 amb 18 anys ingressà a l'Escola Superior de Bibliotecàries creada per la Mancomunitat de Catalunya, una de les més innovadores i capdavanteres d'Europa.
A partir del curs 1924-25 els canvis que s'havien iniciat amb la Dictadura de Primo de Rivera, van fer que l'escola perdés part de la seva essència i passés a denominar-se Escuela Superior de la Mujer. Pilar Bertran s'hi va graduar el 1927 amb la qualificació de sobresaliente, i va obtenir la titulació de bibliotecaria, archivera y funcionaria.
La desaparició de la Mancomunitat va fer que la Diputació de Barcelona assumís el control de les biblioteques de la seva àrea. S'havia intensificat la repressió de la llengua catalana i s'obligava els funcionaris a redactar els documents oficials i els anuaris en castellà. Malgrat tot, augmentà el nombre de biblioteques; el 1927 obrí portes la de Granollers i el 1928 la de Manresa.
Pilar Bertran Vallés fou nomenada directora de la biblioteca manresana. El 24 de gener de 1928 prengué possessió del càrrec i un mes més tard s'hi incorporà Emília Fernández com a auxiliar. Encara no disposaven d'un lloc adequat i van començar a catalogar i registrar els llibres a Barcelona fins que el mes de setembre d'aquell mateix any van poder ocupar l'espai destinat a biblioteca a la planta baixa de l'Institut Lluís de Peguera. La inauguració oficial es va fer el 21 de febrer de 1929 diada de la festa de la Llum.
La biblioteca donà un nou impuls a la vida cultural manresana i tal com queda palès en els dietaris, Pilar Bertran creà complicitats amb l'Ajuntament i les entitats ciutadanes, organitzà debats i conferències i convidà figures destacades com ara Carles Soldevila, Josep M. López Picó, Jaume Serra Húnter, Joaquim Amat Piniella o Josep Vicens Foix, i enregistrà detalladament les activitats programades, els intel·lectuals convidats, les noves adquisicions i els hàbits i preferències dels lectors, creant així un nítid retrat de la societat de l'època.
El març de 1935 Jordi Rubió Balaguer, organitzador de la Xarxa de Biblioteques Populars, li confirmà el seu trasllat a la Biblioteca Ignasi Iglésias del barri de Sant Andreu de Barcelona, que havia sol·licitat per motius familiars.

El 31 de març de 1935 fou el seu darrer dia de treball a Manresa i deixà reflectit a les pàgines de la memòria de la biblioteca el seu comiat: 
| « | Fa prop de set anys que vàrem inaugurar la biblioteca. Tant com he treballat entre els seus murs amplis i severs, ben abundosos en prestatges i llibres. Tants i tants desitjos que he tingut d'èsser útil als lectors i satisfer les seves ànsies culturals! Hauré assolit fer-ho com he desitjat? Aquesta és la primera biblioteca on he treballat i la que ha rebut les primícies de les meves il·lusions. Aquestes circumstàncies fan que l'estimi com a cosa pròpia i que la deixi amb recança. Rebin els manresans el meu afectuos comiat, i sàpiguen que sols el desitg d'acostar-me als meus és causa del meu trasllat. | » |

Pilar Bertran Vallès va exercir la seva professió fins a la jubilació, i va deixar escrits valuosos anuaris i extensos articles. Va morir a Barcelona el 13 de novembre de 1998, a l'edat de 93 anys 

## Memòria històrica
El març de 2018, en el marc del Dia Internacional de les Dones, L'Ajuntament de Manresa va rebre la proposta del Consell de Solidaritat Municipal per treballar conjuntament per la igualtat de gènere i es va comprometre a incorporar al nomenclàtor dels nous carrers els noms de dones representatives de la vida cultural, artística i política de la ciutat.
El 17 d'abril de 2018 el ple de l' Ajuntament va aprovar donar el nom de Pilar Bertran Vallés al primer carrer que s'obria a Manresa en 11 anys, situat al barri de la Sagrada Família, un vial de 180 metres de llarg, amb una calçada de sis metres i una vorera de cinc que va ser inaugurat a mitjans de desembre de 1919